# Michel Poulette

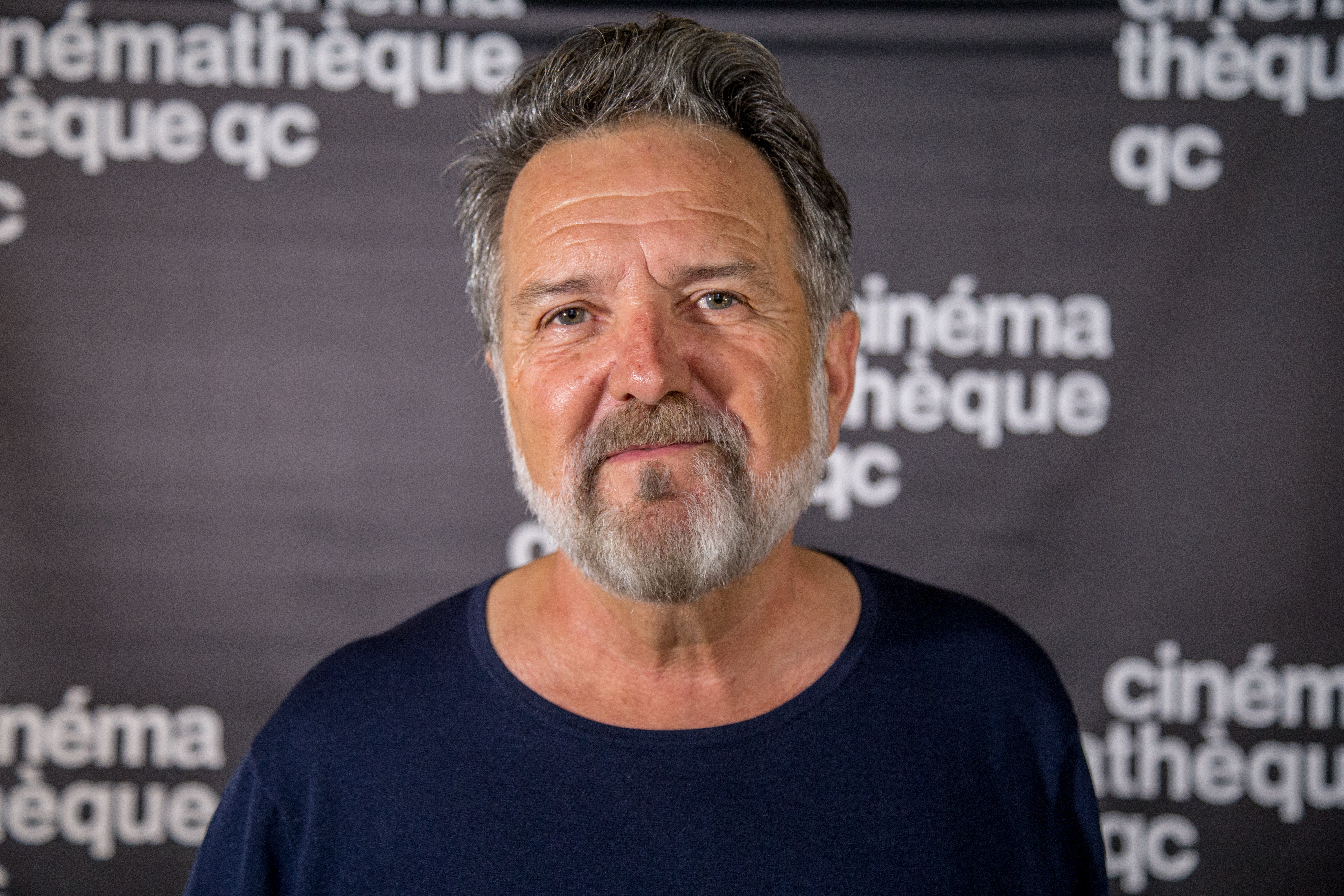
Michel Poulette

Michel Poulette (* 1950 in Sainte-Élisabeth/Québec) ist ein kanadischer Filmregisseur und Drehbuchautor.

## Leben
Poulette studierte Kommunikationswissenschaft an der Université du Québec à Montréal und arbeitete dann für Fernsehsender wie Télé-Québec, ICI Radio-Canada Télé, TQS, TVA, CBC und CTV. Internationale Anerkennung fand er bereits 1979 mit seinem ersten Kurzfilm Pierre Guimond entre Freud et Dracula über den Fotokünstler Pierre Guimond. Nach mehreren Fernsehproduktionen gewann er 1994 mit dem Spielfilm Louis 19, le roi des ondes den John Dunning Best First Feature Award als Most Promising First Time Director und das Golden Ticket der Agence de coopération culturelle et technique (ACCT).
Der Detektivfilm La Conciergerie erhielt den Publikumspreise beim Montreal Film Festival, beim Police Movie Film Festival in Cognac und beim Vancouver Film Festival. Maïna wurde beim offiziellen Wettbewerb des Shanghai Film Festival uraufgeführt und erhielt dreizehn Preise u. a. beim  American Indian Film Festival und beim Dreamspeakers Film Festival.

## Filmographie
- 1979: Pierre Guimond entre Freud et Dracula
- 1980: Neuf et demi (TV)
- 1980: Gérard D. Laflaque (TV)
- 1984: Le Cinéma à Radio-Québec (TV)
- 1984: Cher monsieur l'aviateur (TV)
- 1985: L'inconduite (TV)
- 1986: At the Wheel: On the Road (TV)
- 1986: Le Voleur de feu (TV)
- 1986: Toronto, P.Q. (TV)
- 1987: Les Bottes (TV)
- 1986–1988: Rock et Belles Oreilles (TV)
- 1988: Cœur de nylon (TV)
- 1994: Louis 19, le roi des ondes
- 1996: Urgence (TV)
- 1997: La Conciergerie
- 1999: Bonanno: A Godfather’s Story (TV)
- 2002: Agent of Influence (TV)
- 2006: Histoire de famille
- 2007: Too young to Marry (TV)
- 2007: Tipping Point (TV)
- 2008: Sophie (TV)
- 2013: Maïna
- 2015: Kept Woman (TV)
- 2015: Swept under (TV)
- 2015: Brace for Impact (TV)
- 2016: Serialized (TV)
- 2016: Impact (TV)